# Geschichte der Volksrepublik China von 1949 bis 1957
Die Geschichte der Volksrepublik China von 1949 bis 1957 ist die Zeit der Konsolidierung der maoistischen Herrschaft und des Wiederaufbaus nach über 100 Jahren Fremdherrschaft, staatlichem Zerfall und Bürgerkrieg.

## Die Zeit 1949–1952
Als die Volksrepublik China gegründet wurde, war China, durch ein Jahrhundert mit fremder Invasion und Bürgerkrieg verwüstet, eines der ärmsten Länder der Welt, mit Hungersnöten und einer Lebenserwartung von 35 Jahren. Seit dem Sturz des Kaisers im Jahr 1911 gab es keine Zentralgewalt mehr und in den Provinzen herrschten Kriegsherren, Großgrundbesitzer oder auch Banditen, die sich ihre eigene „Armee“ aus hungernden Arbeitslosen rekrutiert hatten. Die Hauptproblematik zeigte der amerikanische Außenminister Dean Achinson auf, der in seinem berühmt gewordenen Brief vom 30. Juli 1949 an Präsident Truman schrieb: „Im achtzehnten und im neunzehnten Jahrhundert hat sich die chinesische Bevölkerung verdoppelt, was einen unerträglichen Druck auf das Land ausübt. Die wichtigste Aufgabe jeder chinesischen Regierung besteht darin, diese Bevölkerung zu ernähren. Bislang ist noch jede erfolglos geblieben.“
Nach der Gründung des neuen Staates wurde eine neue politische und wirtschaftliche Ordnung aufgebaut und China erlebte eine Stabilität, wie sie seit den Opiumkriegen nicht mehr existierte. Die Furcht vor einem erneuten Auseinanderbrechen Chinas und ein daraus abgeleiteter oft übertriebener Kampf gegen vermeintliche Abweichler und Konterrevolutionäre blieb aber eine Konstante in der chinesischen Politik.
Die Landreform war ein entscheidendes Thema der Politik, da 85 % der Bevölkerung Bauern waren. Die Bauern wurden von der Regierung aufgerufen, das Land der Großgrundbesitzer unter sich aufzuteilen. Die Klasse der Großgrundbesitzer wurde ausgeschaltet, viele von ihnen getötet. Die Einkommensunterschiede der Bauern wurden eingeebnet. Auf dem Land wurde eine quasi klassenlose Gesellschaft geschaffen.
Zunächst war die Partei auf die Mithilfe des Bürgertums angewiesen. Mao proklamierte deshalb im Frühjahr 1949 die langfristige Zusammenarbeit mit den bürgerlichen Parteien und bezeichnete diese Zusammenarbeit als „demokratische Diktatur“. Neben der Kommunistischen Partei wurden 8 weitere Parteien zugelassen, die mithelfen sollten, die verschiedenen Bevölkerungsgruppen in den neuen Staat zu integrieren und es wurde eine „Allianz der Proletarier, Mittelbauern, Kleinbürger und der nationalen Bourgeoisie“ in der Volksrepublik China ausgerufen. Mittelbauern waren Bauern mit 15 bis 25 Ar Grundbesitz, zur nationalen Bourgeoisie gehörten die kleineren Unternehmer. Politische Macht hatte jedoch nur die Kommunistische Partei, die sich selbst die Vertretung der Arbeiter und Bauern vorbehielt.
Nach der Konsolidierung des Staates machten sich die chinesischen Kommunisten daran, die Menschen umzuerziehen. In Anbetracht der wirtschaftlichen Rückständigkeit des Landes wollten sie ein noch nicht vorhandenes „proletarisches Bewusstsein“ in der Bevölkerung durch entsprechende Ausbildung schaffen.
China brauchte seine gebildeten Eliten, seine Experten, um den Aufbau des Landes voranzutreiben, besonders weil es nur so wenige waren. Die breite Masse der Bevölkerung waren Analphabeten. Doch ideologisch waren die Intellektuellen und Fachleute den Bauern und einfachen Arbeitern untergeordnet und seitens der kommunistischen Regierung klar benachteiligt. Mao waren die Intellektuellen suspekt und er sagte über sie: „Mögen die Hände der Bauern schwarz und ihre Füße mit Kuhmist beschmutzt sein, sie sind dennoch sauberer als die bürgerlichen und kleinbürgerlichen Intellektuellen.“

### Konsolidierung und erste Weichenstellungen
Bei der Gründung der Volksrepublik stand die Kommunistische Partei China vor einem Berg von Problemen. Die Landwirtschaft war angeschlagen, das Bewässerungssystem durch Sprengung der Flussdeiche beschädigt, Transportwesen und Industrie nur noch bedingt funktionstüchtig. In manchen Städten war die Lebensmittelversorgung wegen Spekulation und Korruption zusammengebrochen, die Menschen verhungerten auf der Straße. In dieser Phase brauchte es eine Organisation, welche mit festem Zupacken und Disziplin die dringendsten Probleme anging. Die KPCh und die Volksbefreiungsarmee brachten zu diesem Zeitpunkt dafür die besten Voraussetzungen mit. Die Kommunisten, die seit 20 Jahren nur noch wenig Berührung mit Chinas Städten hatten, gingen in einer Weise an die Arbeit, die den Städtern Respekt und teilweise auch Bewunderung abnötigte. Noch wurden die Trümmer beseitigt, die Umkrempelung der Gesellschaft sollte später kommen.
Der neue Stil zeigte sich schon dadurch, dass die Truppen bei der Bevölkerung keinen Wohnraum beanspruchten. Die Soldaten kampierten, wie im Krieg, im Freien, sorgten dafür, dass wieder Ordnung in den Städten einkehrte und halfen bei der Reparatur der Kriegsschäden. Für die Unterbringung der Bettler wurde gesorgt und die Lebensmittelverteilung organisiert. Dabei kam den neuen Herren das Glück zu Hilfe, dass die KMD (Kuomintang) große Lager von Lebensmitteln zurückgelassen hatte. Zusätzlich wurden 1 Mio. Tonnen Getreide von der Mandschurei nach Ostchina transportiert. All dies, während der Bürgerkrieg noch weiterging. Bei der Gründung der Volksrepublik standen noch 2 Mio. Soldaten der KMD auf dem Boden von Festlandchina.
Die Verstaatlichung von größeren Betrieben wurde sofort nach der Gründung des Staates in die Wege geleitet. Übernahmekomitees besetzten die Betriebe und Betriebsverwaltungskomitees wurden gegründet. Sie bestanden aus einem Direktor, einem Stellvertreter und Aufpassern der Kommunistischen Partei. Die Kleinbetriebe waren von den Verstaatlichungen ausgenommen. Mao verkündete die Nationale Allianz der Proletarier, Mittelbauern, Kleinbürger und nationalen Bourgeoisie.
Mitte des Jahres 1950 hatte man die dringendsten Probleme im Griff. Die Kommunistische Staatsführung konnte damit beginnen, die Gesellschaft in ihrem Sinne umzugestalten. Überschattet waren die ersten Jahre der Volksrepublik durch den Koreakrieg. Er dauerte von Juni 1950 bis Juli 1953, kostete eine Million chinesischer Soldaten das Leben und verschärfte das innenpolitische Klima. Die Kommunisten betrachteten das Vorrücken der amerikanischen Armee bis an die chinesische Grenze als eine existenzielle Bedrohung für die eben erst gegründete Volksrepublik.

### Zerschlagung der bisherigen Gesellschaftsordnung

#### Kampagnen als Element des Veränderungsprozesses
Mit dem Ziel der Zerschlagung der alten feudalistischen Ordnung und der Schaffung einer neuen Gesellschaft mit veränderten Menschen, wurden ab Mitte 1950 exakt organisierte Massenkampagnen durchgeführt. Die Massenkampagnen sollten das Bewusstsein der Volksmassen verändern. Jede Kampagne stand unter sorgfältiger Lenkung der Kommunistischen Partei, die die Durchführung der vier Elemente einer Kampagne (Vorbereitung, Mobilisierung des Umfelds, Durchführung und Ergebniszusammenfassung) einschließlich der Zeitdauer genau festlegte.
Richtete sich eine Kampagne gegen eine bestimmte Schicht in der Bevölkerung, wie gegen die ehemaligen Grundbesitzer oder Vertreter des alten Staats, so wurden die Anzahl der zu ermittelnden Opfer und ihre Behandlung schon im Voraus festgelegt. Die Opfer einer Kampagne hatten ihre Rolle zu spielen, auf individuelle Schuld kam es nicht so sehr an. Ein Opfer hatte sich nicht zu verteidigen, sondern zerknirscht und schuldbewusst zu sein, andernfalls bekam es sofort „die Wut der Volkesmassen“ zu spüren. Auch durfte kein Familienmitglied oder Freund die tiefe „Schuld“ des Opfers anzweifeln oder vielleicht Mitgefühl oder Verständnis zeigen, und damit den Ablauf der Kampagne stören. Die Verurteilung des Opfers sollte durch Anfrage an die anwesenden Volksmassen erfolgen und war in aller Regel ein Todesurteil. Von 1949 bis 1952 wurden sechs große Kampagnen durchgeführt.

#### Die Kampagnen

##### Bodenreform
Die mit Abstand einschneidendste Massenkampagne war die Bodenreform. Im dicht besiedelten China hatte sich die Ackerfläche pro Kopf der Bevölkerung durch die Zunahme der Bevölkerung bis auf ein Minimum verringert und das Land war ungleichmäßig verteilt. Es gab Grundbesitzer, die von der Verpachtung ihres Bodens lebten, es gab reiche Bauern, die ihren Boden selber bearbeiteten, es gab aber auch arme Bauern und völlig Landlose. Die armen Bauern und die Landlosen waren völlig abhängig von den Grundbesitzern. Ohne Pacht von deren Land gab es kein Überleben. Chinaweite Statistiken über die Landverteilung weichen stark voneinander ab. Ein Beispiel für Landverteilung in den chinesischen Dörfern wurde 1948 von C.K.Yang anhand des Dorfes Nanjing in Guangdong vorgestellt.
Das Dorf Nanjing bestand aus 230 Familien und teilte sich folgendermaßen auf: 5 Grundbesitzer mit im Durchschnitt jeweils 2 Ha Land, 25 reiche Bauern mit jeweils 30–70 Ar, 70 Mittelbauern mit 20–30 Ar, 100 Arme Bauern mit 5–15 Ar, 20 Familien hatten gar keinen Grundbesitz. 70 % des Ackerlands des Dorfes wurde von den Grundbesitzern verpachtet, 30 % wurde von den Eigentümern selbst bearbeitet.
Das Ergebnis dieser Aufstellung ist: Der Ertrag der Mittleren Bauern lag in normalen Jahren noch knapp über dem Ernährungsminimum, der Ertrag der armen Bauern nicht, sie waren darauf angewiesen, von den Grundbesitzern Boden pachten zu können. Die Pachtgebühr für ein Reisfeld mittlerer Qualität war jedoch 40 %. Dazu kamen noch 7 % Steuer und 7 % für Saatgut und Düngemittel. Es war ein Schlüssel für den Sieg der Kommunisten, dass die Bauern daran glaubten, dass nach einem Sieg der Kommunisten das Land neu verteilt würde.
Am 30. Juni 1950 wurde ein Bodenreformgesetz verabschiedet. Die Grundbesitzer, d. h. Personen die ihr Land verpachteten, seien zu enteignen und das Land sei einheitlich und gleich an die bisher landlosen und armen Bauern zu verteilen. Die reichen Bauern und die Mittelbauern durften ihr Land noch behalten. Insgesamt wurden 300 Mio. ehemals Landlosen oder armen Bauern 700 Mio. Mu (1 Mu = 6,6 Ar) Land zugeteilt.
Die nach dem Bodenreformgesetz definierten Grundbesitzer waren bald der tödlichen Gefahr von Schauprozessen ausgesetzt. Arbeitsgruppen aus den Kreisparteikomitees kamen auf das Land, um die Bauern aufzustacheln und mit ihnen Schauprozesse gegen die Grundbesitzer vorzubereiten. Der alte Landadel, die früheren Großgrundbesitzer, wurden bei diesen Schauprozessen nicht mehr erreicht. Sie hatten sich schon lange vorher in Sicherheit gebracht. Auf dem Land blieben nur die kleinen Fische übrig, die sich nicht aus dem Staub machen konnten.
Die für den Angeklagten stets tödlichen Schauprozesse dienten nicht nur zur Auslöschung der Klasse der Grundbesitzer, die Bauern sollten sich am Prozess gegen den Grundbesitzer beteiligen und dadurch eigenes Selbstvertrauen und eigenes Klassenbewusstsein entwickeln. Sie sollten miterleben, wie sich die Machtverhältnisse umgedreht hatten.
Der Prozess begann meist mit einer Anklage, bei der der „Ortskaiser“ vor versammelter Bauernschaft vorgeführt und schlimmster Verbrechen angeklagt wurde. Anschließend erging an die Dorfbewohner die Aufforderung, einzeln vorzutreten und dem Angeklagten seine Verbrechen ins Gesicht zu schreien. Bisher hatte kein Bauer gewagt, dem Grundbesitzer offen entgegenzutreten, doch das gut einstudierte Schauspiel nahm seinen Lauf. Langsam kochte die Wut bei den Bauern hoch, und das „ins Gesicht schreien“ steigerte sich zum „ins Gesicht schlagen“. Als die Wut der bisherigen Habenichtse richtig hochkochte, kam der Augenblick, an dem der Tribunalrichter die Menge um einen „gerechten Urteilsspruch“ bat. Es konnte eigentlich nur das Todesurteil sein.
Während der Bodenreformkampagne von Juni 1950 bis Ende 1952 wurden mehrere Millionen Menschen hingerichtet. Aber auch die Überlebenden wurden den Makel ihrer Herkunft nicht los. Als „Schwarze“ waren und blieben sie Parias der Gesellschaft. Erst 1978 wurde die Registrierung der Grundbesitzer bei den Sicherheitsbehörden aufgehoben.

##### Kampagne gegen die „Konterrevolutionäre“
Was die Kampagne gegen die Grundbesitzer auf dem Land war, das war die Kampagne gegen die „Konterrevolutionäre“ in den Städten. Die Kampagne wurde im Herbst 1950 gestartet. Der Begriff „Konterrevolutionär“ blieb sehr verschwommen, er bedeutete Unterminierung des Staates, und konnte gegen jeden Missliebigen angewandt werden. Die Hauptzielgruppe war politische wie administrative Schicht im früheren Kuomintangstaat, aber auch jeder der zu Personen dieser Schicht irgendwelche Beziehungen gehabt hatte, war gefährdet. Es gab, wie meist bei den Kampagnen, keine Prozessvorschriften und so konnte jeder Verdächtige zu „Kampfversammlungen“ geführt werden, die vor einer großen Menschenmenge, manchmal in Sportstadien, abgehalten wurden. Die Angeklagten wurden gefesselt ins Stadion gebracht, von einem Ankläger beschimpft und der grauenhaftesten Verbrechen beschuldigt und anschließend durch das „Votum der Massen“ zum Tode verurteilt. Es gibt keine offiziellen Angaben über die Zahl der Getöteten, sie wird aber auf mehr als eine Million geschätzt.

##### Ehereform
Das bisherige Eherecht war bestimmt gewesen von der Herrschaft des Mannes über die Frau und der des Alters über die Jugend. Die Ehe wurde als Kaufvertrag betrachtet. Die Frau ging bei der Eheschließung, gegen Leistung eines ansehnlichen Geschenks an den Ehemann, an die Familie des Bräutigams über. Konkubinat des Mannes war erlaubt, Wiederverheiratung einer Witwe nicht. Die Ehereform förderte die Gleichstellung von Mann und Frau und die Frauenemanzipation.

##### Antiamerikanismus
Diese Kampagne startete während des Koreakrieges und hieß offiziell „Kampagne zum Widerstand gegen Amerika und zur Hilfe für Korea“. In dieser Kampagne ging es gegen westliche Einflüsse. Zielscheiben waren besonders Kirchen und Religionsgemeinschaften. Evangelische wie katholische Kirchenvertreter wurden verfolgt, in Umerziehungslager geschickt, etliche getötet. Ausländisches Personal wurde des Landes verwiesen. Von den Katholiken wurde gefordert, dass sie sich öffentlich vom Papst lossagen. Die Kirchen wurden der „Patriotischen Drei-Selbst-Bewegung“ unterstellt. Sie hatten von nun an in dreifacher Hinsicht vom Ausland unabhängig zu sein, nämlich organisatorisch, finanziell und in der Lehre.

##### Drei- und Fünf-Anti-Kampagne
Die Bewegung gegen die drei Übel Korruption, Verschwendung und Bürokratismus richtete sich gegen Funktionäre in den eigenen Reihen. Es zeigte sich nämlich, dass die kommunistischen Funktionäre, die nach der Machtübernahme ein Vorbild in Disziplin und selbstlosem Einsatz darstellten, schnell sich der früheren Verwaltung anglichen. Sie sonnten sich in ihrer Macht, wurden arrogant gegenüber der Bevölkerung und viele waren tief in Korruption und Vetternwirtschaft eingetaucht. Die ursprünglich recht rigorosen Ziele der Kampagne wurden schnell abgeschwächt und es wurden 5 % der Kader aus der Verwaltung entfernt. Trotz dieser Kampagne entwickelte sich durch die Funktionäre eine neue, von der übrigen Bevölkerung abgesetzte, neue Klasse.
Die Fünf-Anti-Bewegung der Übel Bestechung, Steuerhinterziehung, Veruntreuung von Staatseigentum, Betrug und Verrat von Staatsgeheimnissen begann im März 1952. Zielgruppe dieser Bewegung waren die verbliebenen kleinen Unternehmer, Handwerker und Kaufleute. Die Kampagne war Teil der Politik der Sozialisierung der gesamten Wirtschaft. Die Geschäftsleute sollten bereit gemacht werden, ihre Unternehmen an den Staat zu verkaufen. Von den 160.000 Kaufleuten in Shanghai wurden 500 zum Tode und 30.000 zu Gefängnisstrafen verurteilt.

##### Gedankenreform
Am 17. November 1951 erging der Beschluss zur „Reform des Denkens“, der die Intellektuellen zur Zielgruppe hatte. Unter einem Intellektuellen wurde jeder „Kopfarbeiter“ mit entsprechender Ausbildung verstanden. Die Intellektuellen standen im Verdacht, dem neuen Staat skeptisch gegenüberzustehen, und diese Distanz sollte umerzogen werden. Die Umerziehung verlief in Standardlehrgängen, denen sechs bis zehn Personen angehörten und die in drei Phasen abliefen: erst ein Zusammenfinden der Gemeinschaft unter der Leitung eines erfahrenen Kommunisten und Studium des Kommunismus, dann ein Umschwung vom Ideologischen zum Persönlichen, der Einzelne sollte bekennen, was er bisher falsch gemacht und falsch gedacht habe. In der dritten Phase sollte das Erlernte noch einmal zusammengefasst und ein Bekenntnis zur neuen gemeinsamen Sache formuliert werden.

### Der Koreakrieg
Siehe auch Koreakrieg
Der Koreakrieg verschärfte die politische Lage nachhaltig. Nach anfänglichen Erfolgen der Nordkoreaner starteten die Amerikaner die Gegenoffensive.
Am 1. Oktober 1950 überschritten die Südkoreaner den 38. Breitengrad, acht Tage später folgten, mit großer militärischer Überlegenheit, die Amerikaner. Am 28. Oktober befahl MacArthur den Vormarsch bis zum Yalu, dem Grenzfluss zu China.
Ministerpräsident Zhou Enlai hatte die Amerikaner am 2. Oktober über den indischen Botschafter Panikkar wissen lassen, dass China nicht mit verschränkten Armen zusehen werde, wenn die Amerikaner den 38. Breitengrad überschritten, schon gar nicht, wenn sie sich dem Grenzfluss Yalu nähern würden, in diesem Falle würden sie in Korea eingreifen.
Die CIA hielt dies für Bluff, der kommandierende General MacArthur desgleichen. Sollten die Chinesen einen Vorstoß auf Pjöngjang unternehmen, erklärte er Truman, würde es eine große Schlächterei an den Chinesen geben.
General MacArthur wollte, anders als Präsident Truman, den Krieg nach China hineintragen, er wollte die kommunistische Volksrepublik „niederbomben“, notfalls mit Atomwaffen.
Im Oktober 1950 griff China in den Krieg ein. Im Krieg starben eine Million chinesische und 30.000 amerikanische Soldaten. General MacArthur wurde wegen seiner Differenzen mit Präsident Truman am 10. April 1951 entlassen, aber das Gefühl der Bedrohung durch die militärisch weit überlegenen und mit Atomwaffen drohenden Vereinigten Staaten blieb ein wesentliches Element der chinesischen Politik, im Innern wie nach außen. Erst im Juli 1953 wurde der Krieg durch einen Waffenstillstand beendet.

### Wirtschaftliche Bilanz
Die wirtschaftliche Bilanz der Jahre 1949 bis 1952 war gut. Der Produktionswert von Industrie und Landwirtschaft war zusammengenommen bei Preisen von 1952 von 46,6 Mrd. Yuan auf 82,7 Mrd. Yuan gestiegen. Die Konsolidierung der Wirtschaft nach dem Krieg war geglückt und es wurde ein Sozialsystem aufgebaut. Besonders die vor der Gründung der Volksrepublik meist bitter armen und wenig geachteten Bauern und Arbeiter profitierten von der Entwicklung. Das Einkommen, das waren im Wesentlichen die Lebensmittelzuteilungen, der Arbeiter überstieg häufig das der Intellektuellen. Größere öffentliche Gesundheitsorganisationen wurden sowohl in der Stadt wie auf dem Land aufgebaut. Im Jahr 1951 wurden für die Arbeiter und Angestellten in den staatlichen Betrieben und für die Staatsbediensteten die Arbeitslosen-, Renten-, Kranken-, Erwerbsunfähigkeits- und Berufsunfallversicherung sowie der Mutterschutz eingeführt. Die ländlichen Gebiete waren davon jedoch ausgenommen. Dort wurde die soziale Absicherung in eigenen genossenschaftlichen Strukturen organisiert.

## Die Zeit 1953–1957

### Der erste Fünfjahresplan

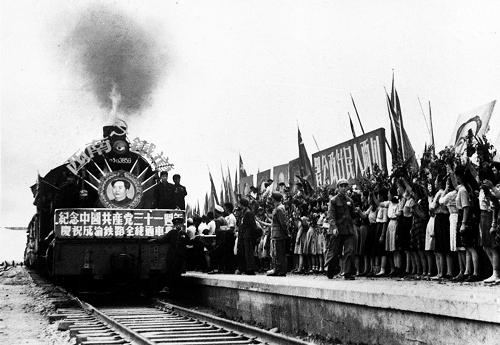
Eröffnung der Bahnlinie nach Chengyu

Für die Zeit von 1953 bis 1957 wurde der erste Fünfjahresplan aufgesetzt und erfolgreich umgesetzt. Es wurde ein jährliches Wachstum des Nationalprodukts von 8 bis 9 %.
Dem ersten Fünfjahresplan ging ab 1951 eine Diskussion über die Generallinie für die Übergangsperiode voraus. Es ging darum, das bisherige Prinzip der Maoisten der „stürmischen Massenbewegungen“ an die inzwischen konsolidierte Situation anzupassen. Für den neuen Fünfjahresplan wurde eine Schritt-für-Schritt-Strategie der Umgestaltung von Landwirtschaft, Industrie, Handel und Handwerk unter strenger Parteikontrolle und innerhalb einer 15-jährigen Übergangszeit bis 1967 festgelegt. Es war eine klare Abkehr von Maos Strategie des Aufrufens der Volksmassen zu Massenkampagnen. Mao kritisierte zunehmend das Anwachsen der Bürokratie und den Aufbau eines umfangreichen Funktionärs- und Spezialistenapparats, der sich teilweise wie eine neue abgeschottete herrschende Klasse darstellte.
Im ersten Fünf-Jahres-Plan lag, nach sowjetischem Muster, der Schwerpunkt auf der Schwerindustrie, während die Landwirtschaft den Aufbau der Industrie zu bezahlen hatte.
Der Fünf-Jahres-Plan war, auch Dank sowjetischer Hilfe, erfolgreich. Die sowjetische Hilfe musste allerdings mit Agrarausfuhren bezahlt werden, was zu Versorgungsengpässen im eigenen Land führte.

### Das „Auskaufen“ der Nationalen Bourgeoisie
Bei der Gründung der Volksrepublik wurde den Kleinunternehmern der Schutz ihres Eigentums zugesichert, aber ab Beginn der 50er Jahre begannen Schikanen. Die Schikanen konnten wirtschaftlicher Art sein, wie Benachteiligung bei der Zuteilung von Rohstoffen oder die Festsetzung von hohen Steuern, es waren aber auch psychologische Repressalien. In den Jahren 1951 und 1952 wurden dann die beiden Kampagnen „Bewegung der drei Anti“ und die „Bewegung der fünf Anti“ durchgeführt. Offiziell waren es Kampagnen gegen die aufkommende Korruption, darüber hinaus waren sie aber auch gegen die Unternehmer gerichtet. Die drei Vergehen, denen jeder Unternehmer bei der „Bewegung der drei Anti“ verdächtigt wurde, waren Korruption, Verschwendung und Bürokratismus. Die Vergehen der „Bewegung der fünf Anti“ waren Beamtenbestechung, Steuerhinterziehung, Diebstahl von Staatseigentum, Betrug bei Staatsverträgen, ungesetzliche Aneignung staatlicher Wirtschaftsinformationen zum Zweck der Spekulation. Seit Beginn der Volksrepublik waren so viele Gesetze und Bestimmungen gegen die Privatunternehmer erlassen worden, dass es nicht schwer war, bei jedem Einzelnen einen Regelverstoß zu finden. Ein Unternehmer, der Pech hatte, konnte leicht vor ein wüstes „Volksgericht“ mit sehr ungewissem Ausgang gezerrt werden.
Im Jahr 1954 war den Unternehmern klar, dass sie als Unternehmer in China keine Zukunft mehr hatten, und so gingen sie in der Regel auf das Angebot der Regierung ein, ihr Unternehmen an den Staat zu verkaufen und das Unternehmen als Geschäftsführer weiter zu leiten. Offiziell bekamen die Unternehmer zehn Jahre lang 10 % des Wertes des Unternehmens bei der Übergabe ausbezahlt, in der Regel wurde das Unternehmen aber unter dem realen Wert eingeschätzt. Im Jahr 1955 wurde der Handel mit für die Bevölkerung lebenswichtigen Konsumgütern wie Getreide, Baumwolle, Speiseöl und Fleisch vom Staat monopolisiert.

### Kollektivierung der Landwirtschaft
Durch Landreformen, bis hin zur vollständigen Kollektivierung in den späten 1950er Jahren, wollte die Regierung die Produktivität der Landwirtschaft verbessern. Ein Durchschnittsbauer mit 15 Ar Land konnte sich keine Maschine kaufen und sie wäre auch nie ausgelastet gewesen. Die erste Landreform begann im Jahr 1952. Sie ermutigte die Bauern, Gruppen von sechs bis neun Haushalten zu bilden. Die Gruppen legten ihre Geräte zusammen. Die zweite Phase begann 1954 und wurde später die „niedrige Kollektivierung“ genannt. Oft wurde gewünscht, dass sich alle Haushalte eines Dorfes zusammenschlossen. Offiziell war der Beitritt zu solch einem Kollektiv freiwillig und es war zumindest theoretisch auch möglich, wieder auszutreten. Das jeweilige Einkommen wurde nach eingebrachtem Land und Geräten sowie nach der Arbeitsleistung berechnet, ein weiterer Schritt zur Angleichung der Einkommen zwischen armen und reichen Bauern. In dieser Zeit stiegen die Ernteerträge, die Regierung betrachtete dies als einen Erfolg der Kollektivierung, die im Kollektiv möglichen Investitionen zahlten sich aus. Während der „niedrigen Kollektivierung“ mussten die Bauern eine bestimmte Menge Getreide an die Regierung verkaufen, der darüber hinaus erwirtschaftete Rest konnte auf dem freien Markt verkauft werden. Ungefähr 5 % der landwirtschaftlichen Fläche stand den Bauern zur freien Verfügung. Ein nicht unbeträchtlicher Teil der landwirtschaftlichen Produktion kam von diesen Flächen.

### Alphabetisierung- und Schriftreformkampagne
Im Oktober 1955 wurde das Programm zur Schriftreform verabschiedet. Es wurden 2200 Schriftzeichen vereinfacht, eine nationale Einheitssprache auf Basis des Pekinger Dialekts und eine chinesische Lautumschrift auf der Basis der lateinischen Schriftzeichen (das Pinyin) eingeführt. Offiziell ist das Pinyin seit 1979 für alle chinesischen Publikationen verbindlich.

### Verhältnis zu den Intellektuellen

Mao besucht das Sun Yat-Sen Mausoleum

Das Bildungsniveau war bei der Gründung der Volksrepublik sehr niedrig, nur eine kleine Minderheit konnte lesen und schreiben und jeder mit guter Schulbildung galt als „Intellektueller“. Dabei war die Eingrenzung stets sehr ungenau. Mao selbst sprach von vier bis fünf Mio. Intellektuellen. Das Verhältnis zwischen Mao und den Intellektuellen war zwiespältig. Während Mao keinen Zweifel an der Loyalität der Bauern zu der kommunistischen Führung hatte, misstraute er den Intellektuellen. Einerseits wurde akzeptiert, dass die Intellektuellen, besonders die Fachleute, für die Entwicklung Chinas gebraucht wurden, andererseits misstraute man ihnen und betrachtete sie als mögliche Gefahr für die Einheit und Stabilität des neuen Staates. Nach Maos Überzeugung mussten im politischen Bereich alle dasselbe sagen, sonst drohte der Staat auseinanderzubrechen und die Intellektuellen legten eine Unabhängigkeit des Denkens an den Tag, die Mao für gefährlich hielt. Dieses Misstrauen wurde verstärkt durch die Rolle der Intellektuellen bei den Unruhen in Ungarn im Jahr 1956. Darüber hinaus standen die Intellektuellen der Revolution, ganz anders als die Bauern, eher distanziert gegenüber. Mao betrachtete die Intellektuellen als Bestandteil der „nationalen Bourgeoisie“. Mao hatte Respekt vor „dem Geist“ und er glaubte an das Erlernen des Marxismus/Leninismus durch die Intellektuellen, was aber für die Intellektuellen die Verpflichtung zur Teilnahme an Umerziehungskursen bedeutete.
In vielen Kursen sollte jeder Einzelne von seinen Lernerfolgen und von seinen bisherigen bürgerlichen Denkfehlern berichten, mit der Versicherung, weiter intensiv an sich selbst zu arbeiten, um ein neuer Mensch zu werden. Insgesamt wurden die Intellektuellen im Staat gegenüber den Arbeitern und Bauern als nachrangig betrachtet. So bekam zum Beispiel ein Chirurg weniger Lebensmittel zugeteilt als körperlich arbeitende Arbeiter. Ab 1952 ebbten die Kampagnen der Gedankenreform gegen die Intellektuellen ab, denn es zeigte sich, dass viele Fachleute nur noch sehr zurückhaltend ihrer Arbeit nachgingen. Ab Mitte der 50er Jahre setzte eine Bemühung um das Vertrauen und die staatstragende Mitarbeit der geistigen Schicht ein.
Im Jahr 1956 entspannte sich das Verhältnis der Partei zu den Intellektuellen. Im Januar versprach Ministerpräsident Zhou Enlai den Intellektuellen bessere Lebensbedingungen und eine geringere Inanspruchnahme durch politische Schulungen. Zhou schob auch einen Teil der „gewissen Distanz“ zwischen den Intellektuellen und der Partei den Funktionären zu. Auch sollte sich die Partei für die Intellektuellen öffnen. Bisher waren für die Intellektuellen ja die nichtkommunistischen Parteien zuständig gewesen. Mit den Kampagnen der 100 Blumen und dem Kampf gegen die „Rechtsabweichler“ spannte sich das Verhältnis wieder an.

### Die Funktionäre im neuen China
Im neuen China wurde von den Funktionären besonders hohe Einsatzbereitschaft erwartet, und es zahlte sich noch die im Krieg gelernte Disziplin aus. Die meisten Funktionäre hatten zunächst kaum persönlichen Besitz, lebten an ihren Arbeitsplätzen und kamen nur an den Wochenenden nachhause.
Auf der anderen Seite gab es bei der Gründung der Volksrepublik auf der kommunistischen Seite viel zu wenige erfahrene Funktionäre, und die meisten davon waren in nur ländlichen Fragen erfahren. Den Kommunisten, die die Städte vom Dorf aus erobert hatten, fehlten die Funktionäre für die städtische wie der industriellen Verwaltung weitgehend. In dieser Situation stellte die Partei alle ideologischen Vorbehalte zurück und behielt die große Masse der mittleren und unteren Angestellten in ihren Ämtern, wie auch die Masse der Unternehmer ihre Betriebe zunächst behielt.
Recht schnell hatte auch das neue China das Problem der aufkommenden Korruption und Vetternwirtschaft bei den Funktionären. Deshalb wurde im Jahr 1951 die „Drei-Anti-Kampagne“ durchgeführt, aber das Problem blieb. Seilschaften entwickelten sich zu mächtigen „Parteimaschinen“, die Kampagnen gegen „bürokratische Deformationen“ und Korruption leicht manipulierten und zum Kaltstellen missliebiger Kader und Kritiker missbrauchten.
Da die chinesische Wirtschaft sich mit ihrem ersten Fünfjahresplan an das sowjetische Modell des „demokratischen Zentralismus“ anlehnte, wuchs der Bedarf an Funktionären mit strenger fachlicher Schulung weiter stark an. Wichtig war die Leistung für die Produktion und den wirtschaftlichen Aufbau. Gebraucht wurden Spezialisten, Techniker und Manager; politische Ansichten wurden zweitrangig.
Verschärfend kam hinzu, dass sich, bedingt durch die zentralistisch geplante Wirtschaft, ein riesiger Partei- und Kaderapparat etablierte, der sich über alle Formen des wirtschaftlichen wie gesellschaftlichen Lebens legte. Zhou Enlai sprach 1956 auf dem 8. Parteitag von einem Apparat, der „Mammutformen“ angenommen hatte.
Im Jahr 1954 wurden 25 Eingruppierungsklassen für Staatsbedienstete eingeführt. Es war von Stufe zu Stufe jedoch nicht nur das Gehalt unterschiedlich, die verschiedenen Stufen berechtigten zu jeweils unterschiedlichen Privilegien. Wohnung, Reisemöglichkeiten, Zugang zu Information und Möglichkeiten der Unterhaltung waren an die jeweiligen Eingruppierungen gebunden. Für die führende Funktionärsschicht wurden eigene Wohnviertel angelegt, und die Kinder wurden in eigenen Schulen unterrichtet. Der Luxus war im Vergleich zur Zeit vor der Gründung der Volksrepublik sehr beschränkt, aber die Abkapselung der Funktionäre samt ihren Familien wurde zu einem Problem. Die Parteikader waren wirtschaftlich erfolgreich, aber sie entwickelten sich zu einer neuen, vom Volk abgehobenen, Herrschaftsschicht. Die Auseinandersetzung zwischen jenen, die diese Entwicklung als ein notwendiges Übel für eine rasche Entwicklung des Landes akzeptierten, und den Maoisten, die darauf verwiesen, dass sich bisher alle chinesischen Bauernerhebungen an der langen bürokratischen Tradition des Landes gebrochen hatten und dass die Volksrepublik Gefahr laufe, alle sozialistischen und demokratischen Errungenschaften wieder zu verlieren, war ein Dauerthema der chinesischen Politik ab der Stabilisierung des Staates Mitte der 1950er Jahre.

### Massenkampagnen zur Überwachung der Funktionäre
Zur Überwachung der Beamten und Angestellten des Staates wurden spezielle Massenkampagnen durchgeführt. Zu diesem Zweck wurden Arbeitsgruppen gebildet. Die Gruppen wurden hierarchisch aufgebaut. Die obersten wurden von Beschäftigten von Regierungsstellen in Peking unter der Leitung eines höheren Parteifunktionärs gebildet. Diese wurden in die Provinzen geschickt, um die dortigen führenden Beamten und Angestellten zu steuern und zu überwachen. Die erfolgreich überwachten Beamten und Angestellten bildeten neue Gruppen, um die Beamten und Angestellten der nächsten Schicht zu überwachen. Auf diese Weise wurde jeder von der Kampagne Betroffene bis in die untersten Verwaltungsebenen hinunter überwacht. Einsprüche gegen die Urteile der Arbeitsteams waren nicht möglich. Die Überwachung durch die Arbeitsteams war eine höchst effiziente Methode, um die Korruption und Vetternwirtschaft einzudämmen, wie auch die Einhaltung der jeweiligen politischen Linie durchzusetzen.
Da die Bevölkerung aufgerufen war, Anschuldigungen auch anonym vorzubringen, wurden eigens dafür Zettelkästen aufgestellt, zumal das Denunziantenunwesen weit verbreitet war. Jeder der untersuchten Gruppe konnte das Opfer eines rein persönlichen Rachefeldzugs werden, niemand war mehr sicher. Große Kampagnen zur Aufspürung von politischen „Gegnern“ waren die Kampagne gegen „versteckte Konterrevolutionäre“ (1954) und die Rechtsabweichlerkampagne (1957). Für die große Mehrheit der Bevölkerung hatten die Kampagnen jedoch kaum Auswirkungen. Die Bauern und Arbeiter bekamen von diesen Kampagnen kaum etwas mit.

### Die Hundert-Blumen-Kampagne
Für die Intellektuellen war die allgemeine Stimmung im Jahr 1956 entspannter denn je seit Gründung der Volksrepublik. China trat in eine neue Phase seiner Entwicklung ein, die so genannte „Nachaufbauphase“. Dazu brauchte es die aktive Unterstützung der gebildeten Kreise. Am 2. Mai 1956 zitierte der Propagandachef der Partei, Lu Tingyi, Mao folgendermaßen: „Den Künstlern und Schriftstellern sagen wir: Lasst hundert Blumen blühen. Den Wissenschaftlern sagen wir: Lasst hundert Schulen miteinander wetteifern“. Am 27. Februar 1957 hielt Mao eine Rede, in der er selbst zu freimütiger Kritik an den Maßnahmen der Partei aufrief. Mao sagte: „Die Marxisten dürfen Kritik von keiner Seite fürchten. Im Gegensatz, im Kampf mit der Kritik… müssen sie sich stählen, verbessern und neue Positionen erobern.“ Trotz dieser Aufforderung traute sich kaum jemand zur Kritik. Am 1. Mai 1957 wurde dann die „Ausrichtungsbewegung“ formell angekündigt und nochmals zu mutiger Stellungnahme aufgefordert, dann allerdings schwoll die Kritik an Partei und Verwaltung an, eine Kritik, die teilweise das gesamte System der Alleinherrschaft der KPCh in Frage stellte.
Das Ausmaß und die Heftigkeit der Kritik waren für alle, auch für die zum Regime kritisch eingestellten Chinesen, eine große Überraschung. Auch Mao schien im Frühjahr geglaubt zu haben, dass die endlosen Schulungen der Gedankenreform erfolgreich gewesen seien und es nur noch beschränkt Kritik geben würde.

### Die Rechtsabweichler-Kampagne
Am 8. Juni 1957 veröffentlichte die Parteizeitung Renmin Ribao eine Anweisung des Zentralkomitees zum Kampf gegen die Feinde des Staates, und ein Kesseltreiben gegen alle, die zuvor kritische Bemerkungen gemacht hatten, begann. Zehntausenden, die offen Kritik geübt hatten, wurde ihre Kritik vorgehalten. Studenten, die sich an der Kritik beteiligt hatten, wurden die Sommerferien gestrichen. Sie mussten täglich „Sozialismus“ büffeln, mit Selbstkritik und Bezichtigung von Studienkameraden. 550.000 Personen wurden als Rechtsabweichler verurteilt, Das Verhältnis der Partei zu den Intellektuellen wurde frostig.
Wie bei früheren Kampagnen begannen wieder die „Kampfversammlungen“, bei denen die Opfer öffentlich vorgeführt wurden und sich beschimpfen lassen mussten. Es gab sechs abgestufte Strafen. Gefängnis, Entlassung, vorübergehende Entsendung zu Arbeit bei den Bauern, Gehaltskürzung, körperliche Arbeit in eigener Umgebung und offizielle Brandmarkung als „Rechtsabweichler“. Das Attribut „Rechtsabweichler“ wurde wie die Attribute „Grundbesitzer“, „Reicher Bauer“ oder „Schlechtes Element“ bei den Behörden offiziell registriert und erst 1978 wieder gelöscht. Es wurde erwartet, dass man mit Personen, denen solche Attribute angeheftet waren, keine Kontakte unterhielt.
Das Vorgehen gegen jene, die der Aufforderung zur Kritik gefolgt waren, wurde von Mao dadurch erklärt, dass die Aufforderung zur Kritik nur dazu gedient habe, die Gegner des Sozialismus aus ihren Verstecken zu locken. Der Hauptgrund war ein anderer. Die Hundert-Blumen-Bewegung stand im Zeichen eines hinter den Kulissen ausgefochtenen Richtungsstreits. Mao wollte Fehlentwicklungen in Partei und Verwaltung durch „das Volk“ aufklären lassen, daher die Aufforderung zu öffentlicher Kritik, während Politiker wie Liu Shaoqi Kritik und Korrektur von Missständen nur innerhalb und durch die Partei wollten. Durch die ausufernde Kritik kam Mao mit seinen Vorstellungen in die Defensive und seine Widersacher stellten die „Autorität“ der Partei durch hartes Durchgreifen gegen die Kritiker an der Partei wieder her. Eine ähnliche Auseinandersetzung über die Korrektur von Missständen gab es zehn Jahre später – die Kulturrevolution wurde ausgerufen.

### Das Sowjetmodell stößt an seine Grenzen
Die Wirtschaftsentwicklung während des ersten Fünfjahresplans war mit einem jährlichen Wirtschaftswachstum von 15 % sehr erfolgreich, dennoch ergaben sich Probleme. Um die Wirtschaft zu entwickeln wurde zunächst auf das sowjetische Modell der Wirtschaftsentwicklung gesetzt, dies bedeutete eine Planwirtschaft mit strikter Zentralisierung und einer Orientierung auf technisierte Großbetriebe in den Städten. Der Schwerpunkt der Investitionen lag auf der Produktion von Investitionsgütern. Das Verhältnis der Investitionen in Investitionsgüter zu denen für Konsumgütern lag ungefähr bei 8 zu 1. Zu den Schattenseiten gehörte ein Ausufern der Bürokratie und ein Verhindern von Flexibilität an der Basis und im Mittelbau. Darüber hinaus war der Wirtschaftsaufbau teuer. Finanziert wurde er zum Teil über Kredite aus der Sowjetunion, zum größten Teil aber durch Abgaben die den Bauern auferlegt waren. Die Bauern mussten den Wirtschaftsaufbau finanzieren. Das chinesische Modell einer raschen Modernisierung und Industrialisierung war dadurch abhängig von der Schaffung einer leistungsfähigen Landwirtschaft. Aber gerade dies war eine Schwachstelle und seit der Enteignung der Grundbesitzer und dem Verteilen des Landes an die Bauern hatte sich auf dem Land nur noch wenig verändert. Das Land war extrem parzelliert, eine Bauernfamilie besaß im Durchschnitt etwa ein drittel Hektar Land, und wurde mit reiner Handarbeit bearbeitet, viel mehr als für den Eigenbedarf wurde nicht geerntet. Für Maschinen fehlte das Geld und sie hätten sich auch nicht rentiert. Dennoch blieb die vom Staat abschöpfbare Masse klein und die Bauern blieben arm.
Die Ernte des Jahres 1954 war schlecht und im Frühjahr 1955 kam es in einigen Landesteilen zu Bauernunruhen. Die Frage, wie die Wirtschaftsentwicklung weitergetrieben werden sollte, wurde dringend. China hatte eine teure Schwerindustrie, die es sich ohne sowjetische Unterstützung kaum leisten konnte, während die Bauern von der wirtschaftlichen Entwicklung abgekoppelt waren.
Im Jahr 1956 wurden die Lebensmittel knapp und die Rationen mussten gekürzt werden. Das Problem, die Lebensbedingungen der Bauern, die sich zu Recht gegenüber den städtischen Arbeitern benachteiligt fühlten, zu verbessern und die Getreideproduktion zu steigern, wurde immer drängender. Gleichzeitig hatte der Kritiksturm im Rahmen der Hundert-Blumen-Bewegung eine unerwartet starke bürgerliche Ablehnung gegen die Partei gezeigt. Sich auf liberale Märkte und reiche Bauern zu stützen, erschien nicht mehr als eine reale Option. Maos Programm, über eine rasche Kollektivierung eine Erhöhung der Produktion zu erreichen, erschien nun als der einzig gangbare Weg. Am Vorabend des Großen Sprungs war den meisten führenden Politikern klar, dass das Sowjetmodell zu den chinesischen Verhältnissen nicht passte. Die zu großen Investitionen in die Schwerindustrie hatten den grundlegenden landwirtschaftlichen Sektor geschwächt. Darüber hinaus gab es in Osteuropa Aufstände, die sowjetische Regierung musste die dortigen Regierungen unterstützen und fuhr die Unterstützung Chinas herunter. Mao schien eine Lösung für die drückenden Probleme Chinas zu haben, während den Vertretern des zentralisierten Sowjetmodells die Argumente wegbrachen.

### Zwischenbilanz
Nach hundert Jahren Zerfall, Krieg und Fremdbestimmung (gerechnet seit dem ersten Opiumkrieg) war China wieder geeint, stabil und die Chinesen waren wieder Herr im eigenen Land. Die schlimmsten Verlierer waren die ehemaligen Grundbesitzer auf dem Land, von denen über eine Million hingerichtet wurde und die übrigen blieben als „Schwarze“ Personen minderer Rechte. Der Führungsschicht des alten Staates in den Städten ging es nicht besser. Sie wurden massenweise in Schauprozessen verurteilt und getötet. Die Intellektuellen, also die Schicht der Gebildeten, waren den Arbeitern und Bauern nachgestellt und benachteiligt. Den ehemaligen Kleinunternehmern hatte man, oft recht unsanft, klargemacht, dass die Zeit des Privateigentums ablief und ihre Unternehmen aufgekauft. Immerhin bekamen sie noch Geld dafür und als Geschäftsführer ihres bisherigen Unternehmens lebte man auch nicht schlecht. Insgesamt war die Industrieproduktion deutlich gestiegen. Die Entwicklung für die Basisgüter Stahl, Strom und Zement zeigt die folgende Tabelle.
| Produktion von Basisgütern der Wirtschaft |      |      |      |
|                                           | 1950 | 1952 | 1957 |
| Stahl in Mio. t                           | 0,8  | 1,4  | 5,4  |
| Elektrizität in Mrd. Kwst                 | 3,8  | 7,3  | 19,3 |
| Zement in Mio. t                          | 1,4  | 2,9  | 6,9  |

Profitiert vom neuen Staat hatten die Arbeiter und die Kleinbauern, und das waren über 90 % der Bevölkerung. Sie waren die bevorzugte Schicht im neuen sozialistischen Staat, die anderen sollten sich an ihnen orientieren. Die Grundbesitzer waren enteignet, die Produktion war gestiegen, der Hunger zurückgedrängt, eine Sozialgesetzgebung realisiert und von den politischen Kampagnen, unter denen die Intellektuellen zu leiden hatten, bekamen die Bauern und Arbeiter allenfalls am Rande etwas mit. Trotzdem, die Bevölkerung lebte immer noch am Rand des Existenzminimums und die Frage der weiteren wirtschaftlichen Entwicklung war ungeklärt. Weiterhin waren die Frauen die Gewinner, für deren Gleichberechtigung, in China bisher undenkbar, sich der Staat einsetzte.

### Der „Große Sprung“ wird vorbereitet
Im Jahr 1957 setzte die Gruppe um Mao durch, im nächsten Fünfjahresplan wieder verstärkt auf Massenkampagnen zu setzen. Anstelle der vielen kleinen Schritte sollte China durch die „Kraft der Volksmassen“ zu einem Entwicklungssprung nach vorne ansetzen. Als wichtiger Schritt dazu sollte die Stahlproduktion von 5,35 Millionen Tonnen im Jahr 1957 auf dann 10,7 Millionen Tonnen im Jahr 1958 verdoppelt werden. Die Bauern sollten beim Ausbau der Stahlproduktion wie auch bei vielen Infrastrukturprojekten mithelfen. Die Tragödie des „großen Sprungs nach vorn“ begann.

## Der Kampf der beiden Linien

### Unterschiedliche Ansichten zum Klassenkampf
Nach der Stabilisierung der Volksrepublik und dem Auskaufen der Unternehmer schälten sich zwei Sichtweisen für die weitere Entwicklung Chinas heraus.
Die einen, mit Liu Shaoqi als bekanntestem Vertreter, betrachteten den sozialistischen Umbau für im Wesentlichen abgeschlossen. Im Jahr 1956 waren über 95 % der Bauern und über 90 % der Handwerker in Genossenschaften integriert, die Industrie war fast vollständig und 85 % des Handels war verstaatlicht. Die Bourgeoisie sei verschwunden und damit die Zeit des Klassenkampfes vorbei. Das Schwergewicht sollte sich in Zukunft auf die weitere wirtschaftliche Entwicklung des neuen Staates legen, um für die Bevölkerung Wohlstand und Sicherheit aufzubauen. Liu Shaoqi sagte zu diesem Thema Ende 1954: „Jetzt haben wir die verschiedenen gesellschaftlichen Reformprogramme im Wesentlichen abgeschlossen. Wir treten nun in die Phase des geplanten wirtschaftlichen Aufbaus ein.“ Da der Primat in Zukunft also auf der Entwicklung der wirtschaftlichen Produktion liegen sollte, wird nicht der politisch korrekte Klassenkämpfer, sondern der Fachmann, der Experte gebraucht, der technische Probleme löst, seine politische Meinung ist nicht wichtig. Das Bildungssystem muss sich an diese Erfordernisse anpassen. Was gebraucht wird, sind technische Fachschulen in denen, auch mittels harter Auslese, die Experten ausgebildet werden. Die Führung in diesem Entwicklungsprozess hat die Kommunistische Partei, die für Stabilität zu sorgen hat. Fehler innerhalb der Kommunistischen Partei, wie das Übel der Korruption, dürfen nur durch Gremien der Partei bekämpft werden.
Die Gruppe um Mao sah die Dinge deutlich anders. Nach dieser Sichtweise war zwar die frühere herrschende Klasse entmachtet, Mao sah aber, dass sich Funktionäre der Kommunistischen Partei zusehends als eine vom Volk abgehobene Herrenschicht, als neue herrschende Klasse, einrichteten. Für Mao nicht weiter überraschend, denn nach seiner Überzeugung verwandelt sich nach dem Sturz einer herrschenden Klasse eine Klassengesellschaft keineswegs in eine klassenlose Gesellschaft. Wenn nichts dagegen unternommen wird, dann entwickelt sich anstelle der alten eine neue herrschende Klasse. Daher seine Forderung, dass auch im neuen China mit dem Klassenkampf nicht nachgelassen werden dürfe. Die wirtschaftliche Entwicklung dürfe nicht auf Kosten des Kampfes gegen die sich neu entwickelnde, vom Volk abgehobene, herrschende Schicht geführt werden. Aus dem Jahr 1975 stammt sein Satz: „Und da wundert man sich, wo die Bourgeoisie sitzt. Sie sitzt mitten in der Kommunistischen Partei!“ Anders als die Gruppe um Liu glaubte Mao nicht daran, dass die Kommunistische Partei selbst diese Probleme abstellen könne. Nur wenn die Volksmassen die Funktionäre kontrollierten, wenn Basisdemokratie praktiziert würde, dann könne die Entwicklung einer neuen, vom Volk abgehobenen, neuen herrschenden Klasse verhindert werden und die Gesellschaft sich langsam zu einer klassenlosen Gesellschaft entwickeln. Ein Fachmann mit politisch falscher Gesinnung ist, bei dieser Sichtweise, für die Gesellschaft ein Problem.
Diese Fragen über die Entwicklung der Wirtschaft und der Kampf gegen die Entwicklung einer neuen Klassengesellschaft war ein Dauerthema in China bis Mitte der siebziger Jahre. Zur Zeit des ersten Fünfjahresplans (1953–1957) war Mao mit seiner Forderung nach weiterem Klassenkampf in der Minderheit, zu Beginn des Großen Sprungs, der Zeit der Drei Roten Banner (1957–1958), konnte sich Mao durchsetzen.

### Stabilisierung des neuen Staates
Im Jahre 1949 übernahmen die Kommunisten, zu diesem frühen Zeitpunkt für sie selbst überraschend, eines der ärmsten Länder der Erde. Zerstückelt, übervölkert, seit langem ohne funktionierende Verwaltung, Hungersnot in weiten Teilen der Bevölkerung und eine Lebenserwartung von 35 Jahren. Zunächst bedurfte es einer politischen Stabilisierung, die sich die Partei auf dem Land durchaus zutrauen konnte. Daneben musste die KPCh jedoch auch alles daransetzen, die von Krieg, Bürgerkrieg, Korruption und Inflation schwer angeschlagene städtische Wirtschaft so schnell wie möglich wieder in Gang zu bringen. Dies konnten die Kommunisten allein jedoch nicht schaffen. Seit 20 Jahren waren sie hauptsächlich außerhalb der Städte aktiv gewesen, ihre Mitglieder kamen vom Land und waren meist Analphabeten. In dieser Situation machte sich ganz besonders Mao, mehr als Liu und Deng, zum Anwalt einer Politik, die den Wiederaufbau an die erste Stelle stellte und die bisherigen Träger der städtischen Produktion und der Stadtverwaltung mit einbezog.
Die große Masse der mittleren und unteren städtischen Angestellten, selbst Kuomintang-Mitglieder die politisch nicht zu sehr aufgefallen waren, konnten nach kurzen politischen Umschulungskursen ihre Stellen behalten. Während verdiente bisherige Guerillakämpfer zur Landreform auf ihre Dörfer zurückgeschickt wurden, zogen Fachleute in den Städten wieder in die Ämter ein. Gleichzeitig wurden von Oktober 1949 bis September 1952 über drei Millionen neue Verwaltungskader ausgebildet, die sich dem sozialistischen Klassenkampf wenig verpflichtet fühlten.
Dieser Trend wurde verstärkt, als mit der Anlehnung an die Sowjetunion im Rahmen des ersten Fünfjahresplans (ab 1953) eine große Zahl russischer Spezialisten angeworben wurde. Die entscheidenden Elemente waren nun Hierarchisierung, Funktionalisierung und Spezialisierung. Für eine Mao'sche Massenlinie war kein Platz mehr vorhanden.
Durch diese pragmatische Kader- und Wirtschaftspolitik wurde ein rasanter wirtschaftlicher Wiederaufbau geschafft. Nachdem 1949 die Wirtschaft durch eine galoppierende Inflation nahezu lahmgelegt war, wurde 1953 das Bruttosozialprodukt von 1933 bereits um 20 % übertroffen. Zwischen 1952 und 1957 gab es ein Wachstum in der Industrie (nicht in der Landwirtschaft) um jährlich 15 %.
Während auf dem achten Parteitag im September 1956 Zhou Enlai, Liu Shaoqi und Deng Xiaoping eine sehr positive Bilanz vorlegten, war Mao sehr viel weniger mit dem Erreichten zufrieden.
Mao sah in den neuen Kadern anstelle der von den Sowjets vorgebrachten „Vorhut“ der Arbeiterschaft eine sich neu bildende herrschende Klasse, die sich vom Volk absetzt und sich zu einer neuen Herrenschicht entwickelte. Anstelle mit den Massen den Massen zu dienen, bediente sie sich großzügig selbst. Seit 1950 bildeten sich Seilschaften, eingespielte Parteimaschinen, aus, die jede Kritik, auch von alten maoistischen Basiskadern, rigoros abwürgten. Kampagnen, die ursprünglich dazu gedacht waren, undemokratisches Verhalten rechtzeitig aufzubrechen und den Stimmen des Volkes Gehör zu verschaffen, wurden dazu missbraucht, missliebige Kader in von den Bossen manipulierten „Kampfsitzungen“ wegzusäubern. Auch das streng fachorientierte Schulsystem mit schweren Eingangsprüfungen, die in der Regel nur besonders geförderte Schüler der städtischen Mittelschicht und höheren Kader schaffen konnten, diente der neuen Oberschicht, die sich damit auch für die nächste Generation abschotten konnte.
Mao verwies aus der Entwicklung der ersten Jahre der Volksrepublik auf die Gefahr der Bildung einer neuen herrschenden Ausbeuterklasse, die vielleicht für das Volk, aber unter Ausschluss des Volks, den neuen Staat beherrscht, fand aber in der Kommunistischen Parteiführung nur sehr beschränkt eine Mehrheit für seine Position.

### Die Suche nach dem chinesischen Wirtschaftsmodell (1954/55)
Während sich die Partei über das Wirtschaftswachstum allgemein zufrieden zeigte, war eine Schattenseite auch wohlbekannt – die Landwirtschaft bereitete Sorgen.
Es war allgemein klar, dass die wirtschaftliche Entwicklung in den Städten durch die Landwirtschaft finanziert werden musste. Nur durch den billigen Aufkauf der Agrarprodukte durch den Staat konnten die Städte ihre Industrien aufbauen. Die Bauern mussten dem Staat Produkte überlassen, ohne aus der Stadt viel dafür zu bekommen.
Ein Problem war nun die starke Zersplitterung der Landwirtschaft. Eine Bauernfamilie hatte durchschnittlich etwa 30 Ar Ackerfläche. Dafür lohnte sich keine Mechanisierung und Düngung oder Pflanzenschutz konnte der Bauer sich auch nicht leisten. Alles wurde von Hand bearbeitet und der Ertrag war für die staatlichen Ansprüche zu gering. Die abschöpfbare Masse war klein.
Ab 1954 wurde der freiwillige Übergang zu landwirtschaftlichen Produktionsgenossenschaften propagiert. Jeder Bauer blieb zwar noch sein eigener Herr, aber Geräte sollten gemeinsam verwendet werden. Der Übergang verlief relativ reibungslos, da die Kommunisten als Agrarrevolutionäre das Leben auf dem Dorf gut kannten und große Teile der verarmten chinesischen Bauernschaft die Kollektivierung eher als Chance als eine Gefahr sahen. Die praktischen Experimente zeigten, dass eine LPG zwischen 10 und 20 % mehr Ertrag abwarf als bei der Bewirtschaftung durch Kleinstbetriebe. Die vom Staat zum Aufbau abschöpfbare Masse blieb, trotz beträchtlicher Abgabenlast bei den Bauern, immer noch klein. Im Jahr 1954 und 1955 kamen witterungsbedingt schlechte Ernten hinzu. Bei der Bauernschaft begann es zu rumoren, lokal gab es Bauernaufstände.
Die Partei stand vor der Frage: Sollte sie, nach sowjetischem Muster, die industrielle Entwicklung zentralisiert weiter betreiben, oder sollte sie versuchen, die Entwicklung zu dezentralisieren und, gestützt auch die Masse der Bauern, die industrielle Entwicklung auf das Land hinaustragen.
Im Falle der zentralisierten Entwicklung hätte die Entwicklung zunächst mehr Kapital bedurft. Als Möglichkeit wurde gesehen, dass die Partei durch eine „Reiche Bauern-Politik“ Möglichkeiten schaffen könnte, dass die Produktion auf dem Land dadurch erhöht wird, dass die geschäftstüchtigen Bauern ihre Betriebe auf Kosten der weniger Tüchtigen vergrößerten. Die neuen reichen Bauern hätten dann, mit größeren Betrieben und besser ausgerüstet, mehr Ertrag erwirtschaften können. Anfang der 60er Jahre wurde dieser Weg dann auch gegangen. Mao widersprach diesem Vorschlag entschieden. Der Vorschlag hätte bedeutet, dass die Kommunistische Partei gerade den Starken und Erfolgreichen staatlicherseits noch massiv hilft, auf Kosten der Allgemeinheit ein Vermögen anzuhäufen. Was sei das für eine Alternative zum Kapitalismus?
Die Diskussion um eine „Reiche-Bauern-Politik“ bestimmte mit zunehmender Intensität die politische Auseinandersetzung der Jahre 1954 und 1955. Im Juli 1955 warnte Mao, dass in den vergangenen Jahren ein konstantes Wachstum von kapitalistischen Elementen auf dem Dorf stattgefunden habe und die ernste Gefahr einer kapitalistischen Restauration bestehe, während im Mai 1955 die Mitglieder der Abteilung für ländliche Arbeit im ZK sich für eine Verlangsamung der Kollektivierung einsetzten.

### Der Kampf um die Entwicklung der Landwirtschaft

#### Massenlinie oder Reiche-Bauern-Politik (1955)
Zu Beginn des Jahres 1955 waren in der Parteiführung jene noch in der Mehrheit, die, wie Peng Chen eine gemäßigte Reiche-Bauern-Politik befürworteten, aber Ende 1955 setzte Mao durch, dass ein anderer Weg gegangen wurde. Die lokalen Kader, die die Misere auf dem Land miterlebten, unterstützten Maos Vorschläge zur Hinwendung zu den Problemen auf den Dörfern. Die Produktion in der Landwirtschaft sollte erhöht werden, indem sich Bauern verstärkt zusammenschlossen und dadurch die Betriebsgröße erhöhten. Freigesetzte Arbeitskräfte sollten dann in die Klein- und Mittelindustrie sowie das Gewerbe vor Ort abwandern. Statt mit zentralen, hochtechnisierten und kapitalintensiven Produktionsstätten in den großen Städten, mit all ihrer Bürokratie, ließ sich in der Tat das meiste was die Bauern brauchten in lokalen Produktionsstätten oder Produktionsstätten der umgebenden mittleren Städte produzieren. Sicher nicht so effizient, vielleicht auch nicht in der gleichen Qualität, aber immerhin. Im nächsten Schritt konnten dann diese lokalen Betriebe ausgebaut werden, um damit, mittels der Mobilisierung der ländlichen Bevölkerung, die Industrialisierung Chinas weiter voranzubringen.
Die Anzahl der LPGs wuchs von Juli 1955 bis Dezember 1955 von 17 auf 70 Millionen. Dieser Erfolg war nur möglich, weil sich die große Mehrheit der Provinz- und Distriktsekretäre hinter die maoistische Politik und gegen die Technokraten der Pekinger Zentrale gestellt hatten.

#### Der „Sozialistische Aufbruch im Hinterland“ (Januar, 1956)
Mitte der 1950er Jahre war China im Umbruch mit im Abstand von oft wenigen Monaten sich ändernden politischen Richtungen. Im Januar 1956 wurde mit dem „Sozialistischen Aufbruch im Hinterland“ ein radikaler Wandel auf den Dörfern angekündigt. Nicht nur, dass die Anzahl der LPG bis Oktober 1956 von 70 auf dann 140 Millionen erhöht werden sollte, Mao wollte damit auch gleich eine neue, auf den „Massenfaktor“ gegründete Wirtschafts- und Gesellschaftspolitik durchsetzen. Die Stadt sollte aufs Dorf gebracht werden. Dem Widerstand der Pekinger Bürokratie versuchte er durch eine gleichzeitige Kampagne gegen den „rechtslastigen Konservatismus“ zu begegnen.
Bereits im Frühjahr häuften sich die Meldungen, dass übereifrige lokale Kader Plandaten nicht miteinander abgesprochen hatten, mit der Folge von Leerlauf im Transportwesen und mit Verschwendung von Rohstoffen. Im Juni 1956 hielt Finanzminister Li Hsienien eine Rede, die ein einziger Vorwurf an Mao war. In der Landwirtschaft seien übermäßige Investitionen auf Kosten des Lebensstandards getätigt worden und die Quantität sei auf Kosten der Qualität und der Wirtschaftlichkeit in den Vordergrund gestellt worden. Für Mao kam erschwerend hinzu, dass die Ernte 1955 schlecht war und sich die Partei gerade jetzt in der Landwirtschaft keine Experimente leisten wollte.
Auf der Sitzung des NVK am 18. Juni 1956 wurde, gegen den Widerstand von Mao, eine Planung beschlossen, die sich weiterhin am schwerindustriellen Sowjetmodell orientierte. Das Verhältnis der Investitionen von Schwer- zu Konsumgüterindustrie wurde nur von 8:1 auf 7:1 heruntergesetzt und auf dem Siebten Plenum des ZK, das Anfang September tagte, war Maos „Sozialistischer Aufbruch“ mit seinem „wirtschaftlichen Abenteurertum“ und seiner „landwirtschaftlichen Radikalpolitik“ bereits kein Thema mehr. Die Pekinger Technokraten hatten sich wieder durchgesetzt.

#### Die Zentralisten setzen sich wieder durch (8. Parteitag, Sept. 1956)
Auf dem Achten Parteitag im September 1956 wurde der „Sozialistische Aufbruch im Hinterland“ bereits wieder begraben. Es war nicht gegen Maos Willen, dass der Kult um ihm zugunsten einer Stärkung der Institutionen reduziert wurde. Auch Mao wollte, dass die Partei sich vorbereitet für die Zeit nach ihm. So wurden die Mao-Zedong-Ideen aus dem Parteistatut gestrichen und das Politbüro in eine „erste Linie“ und „zweite Linie“ aufgeteilt wurde, wobei Mao offiziell nur noch in der „zweiten Linie“ angesiedelt war. Mao wollte sich etwas aus der Tagespolitik zurückziehen.
Auch die immense Stärkung des Parteisekretariats war sinnvoll, zumal der neue Generalsekretär der Partei, Deng Xiaoping ein getreuer Gefolgsmann Maos war.
Was für Mao allerdings deprimierend sein musste, war, wie weit sich der Parteitag von seinen eigenen Vorstellungen entfernt hatte. In der politischen Resolution hieß es: „In der Frage der sozialistischen Umwandlung des Landes ist der entscheidende Sieg schon gewonnen worden. Dies bedeutet, dass der Widerspruch zwischen Proletariat und Bourgeoisie im Wesentlichen aufgelöst ist und die mehrtausendjährige Geschichte der Klassenausbeutung in China ein Ende erreicht. Im Wesentlichen ist es gelungen, in China das sozialistische Gesellschaftssystem aufzurichten.“
Dies war nun entgegen den Vorstellungen Maos, der betonte, dass nur durch immer neuen Klassenkampf zu vermeiden war, dass China in die altbekannte Form einer Elitenherrschaft zurückfallen würde. Der bürokratische Optimismus auf dem Achten Parteitag kontrastierte mit dem Mao'schen Geschichtspessimismus, der an die zähe Lebenskraft der etablierten bürgerlichen Denkmuster glaubte. Daher auch Maos späterer Ausspruch, es bedürfe aller zehn Jahre eine neue Kulturrevolution.

#### Maos Reformkampagne scheitert (1956/1957)
Ab Mai 1956 versuchte Mao der parallel zur wirtschaftlichen Dezentralisierung eine Liberalisierung in intellektuellen Bereich, der späteren 100-Blumen-Bewegung. Die Zentralisten der Parteiführung, z. B. der Leiter der Pekinger Parteiorganisation Peng Chen, versuchten jedoch, Maos Vorschlägen möglichst wenig Öffentlichkeit zu geben. Noch im April 1957 beschwerte sich Mao: „Es wäre die Aufgabe der Parteipresse, die politische Linie der Partei zu vertreten. Es war ein Fehler, dass die Konferenz über Propagandaarbeit totgeschwiegen worden ist. ..... Warum wird die politische Linie der Partei geheim gehalten? Da ist doch etwas oberfaul!“
Die Reformkampagne entwickelte sich zur Hundert-Blumen-Bewegung, die dann von den Pekinger Zentralisten mit der Rechtsabweichlerkampagne rigoros abgeblockt wurde. (siehe dazu: Die Zeit von 1953–1957: Die Hundert-Blumen-Kampagne)

#### China nach der Hundert-Blumen-Kampagne (Juli 1957)
Die Tsingtao-Konferenz im Juli 1957 gilt als der erste Schritt hin zum Großen Sprung nach vorn. Ab Ende 1956 spannte sich die wirtschaftliche Lage an. In den Städten wurden die Lebensmittel knapp und die Rationen für Textilien und Reis mussten heruntergesetzt werden. Auch Liu Shoaqi machte im April/Mai eine sechswöchige Inspektionstour durch China und überzeugte sich selbst von der sowohl wirtschaftlich wie auch gesellschaftlich angespannten Lage.
Mao argumentierte nun, dass sich, wie sich bei den Ereignissen der Hundert Blumen gezeigt hätte, die Kluft zwischen Proletariat und Bourgeoisie eher vertieft als gemildert hätte. Es sei dringend geboten, das sozialistische Bewusstsein der Bauernschaft zu stärken und dem weiter schleichenden Vordringen kapitalistischer Elemente zu begegnen. Dies sei am besten und ökonomischsten durch eine Intensivierung der landwirtschaftlichen Kollektivierung zu erreichen, die zur Produktionssteigerung ohnehin unabwendbar sei. Die Zentralisten im Parteiapparat konnten dem gegenüber keine überzeugenden Vorschläge machen und kamen wieder in die Defensive.
Eine Entscheidung wurde darüber auf der Konferenz noch keine getroffen.

#### Eine rasche Kollektivierung wird beschlossen (Sept./Okt.1957)
Auf dem Dritten Plenum des ZK vom 20. September bis 9. Oktober 1957 wurde eine rasche Kollektivierung der Landwirtschaft beschlossen. Wichtigster Grund für die Entscheidung, die nach langen erbitterten Diskussionen fiel, war die anhaltend schlechte Lage in der Landwirtschaft. Mit nur 1 % Wachstum der Getreideproduktion war die Ernte wieder weit hinter den Erwartungen zurückgeblieben und glich nicht einmal das Bevölkerungswachstum aus. Weitere Kürzungen der städtischen Lebensmittelrationen waren unvermeidlich.
Der Grund für das enttäuschende Ernteergebnis wurde weniger im schlechten Wetter als vielmehr in der durch viele Kaderberichte gemeldeten Tatsache gesehen, dass viele der reichen Bauern Teile ihrer Ernte zurückhielten, um sie zu besseren Preisen auf den freien lokalen Märkten zu verkaufen. Die Mehrheit der Delegierten in Peking kam zu der Überzeugung, dass nur eine beschleunigte Kollektivierung verhindern konnte, dass sich das Land, ähnlich wie in der Sowjetunion in den 20er Jahren, langsam der staatlichen Kontrolle entzog. In diesem Falle wäre die Versorgung der Städte nicht mehr zu gewährleisten gewesen, von der Modernisierung und Industrialisierung des Landes ganz zu schweigen.
Das Dritte Plenum musste zwei Dinge parallel lösen. Erstens musste dafür gesorgt werden, dass die Bauern, zu den niedrigen staatlichen Einkaufspreisen ihre Produkte an den Staat auch wirklich verkauften und zweitens mussten die Lebensbedingungen der Bauern verbessert werden. Der inzwischen allgemeine Widerstand der Bauern gegen den Staat kam ja hauptsächlich daher, dass sich die Bauern gegenüber der Stadtbevölkerung massiv benachteiligt fühlten, und dies mit Recht. Eine Sache die Mao, der sich stets persönlich für die Sache der Bauern zuständig fühlte, unter den Nägeln brannte.
Der Vorschlag einer „Reichen-Bauern-Politik“ war nach der unerwarteten Stärke der Vorwürfe an den sozialistischen Staat durch die Intellektuellen während der Hundert-Blumen-Bewegung diskreditiert. Es wurde inzwischen als ein höchst gefährliches Unterfangen angesehen, sich in Zukunft auf eine Schicht reicher Bauern zu stützen. Es lag auf der Hand, dass sich die neue Schicht reicher Bauern zu einem antisozialistischen Bollwerk auf dem Land hätte entwickeln können.
Da die bisherigen Chefplaner Chen Yün und Li Hsienien keine überzeugende Antwort auf die inzwischen brennenden Fragen vorlegen konnten, blieb Maos Alternative: die rasche Kollektivierung des Landes zur Erhöhung der Produktion in der Landwirtschaft.

## Chinas Probleme vor dem Großen Sprung (Herbst 1957)
(Siehe dazu: Die Zeit von 1953–1957: Zwischenbilanz)
Im Herbst 1957 stand die Volksrepublik vor gravierenden Problemen. Mit ungeheuren Investitionen in der Schwerindustrie hatte sie, mit sowjetischer Hilfe, nach sowjetischem Vorbild eine so hochtechnisierte wie kapitalintensive Industrie aufgebaut, die sich China eigentlich nicht leisten konnte. Die Schwäche der chinesischen Industrie trat nun besonders zu Tage, da die Sowjetunion ihre Unterstützung herunterfuhr, um die osteuropäischen Bruderstaaten zu stützen. Auf der anderen Seite war der grundlegende landwirtschaftliche Sektor, in dem die große Mehrheit der Bevölkerung arbeitete notleidend. Düngung und Pflanzenschutzmittel konnte sich der Kleinbauer nicht leisten, die Ernten waren gering, die Mechanisierung ging nicht voran und das Aufbegehren der Bevölkerung gegen die Bevorzugung der städtischen Bevölkerung wurde immer deutlicher. Nur durch ein rigoroses Meldeverfahren war es möglich, die Bevölkerung vom Land aus den Städten fernzuhalten.
In dieser Situation folgte die Partei Mao, der mittels seiner „Massenlinie“ erstens die Erträge in der Landwirtschaft erhöhen und Menschen durch Produktivitätsgewinne auf dem Land freisetzen wollte. Die Betriebe der Städte sollten verpflichtet werden, mitzuhelfen, auf dem Land kleinere, arbeitsintensive, aber kapitalschonende Betriebe aufzubauen, und so die Industrie aufs Land zu bringen. Die Bauern und nicht ausländisches Kapital sollten die Basis der zukünftigen Wirtschaftsentwicklung sein. Mao hatte seine Vision des neuen Chinas in der Parteiführung durchgesetzt und erklärte, dass er im nächsten Jahr nicht mehr für das Amt des Staatspräsidenten kandidieren werde. Er werde es nun in jüngere Hände legen. Keiner der Beteiligten ahnte, was China in den nächsten Jahren erwartete.